# 聯校科學展覽

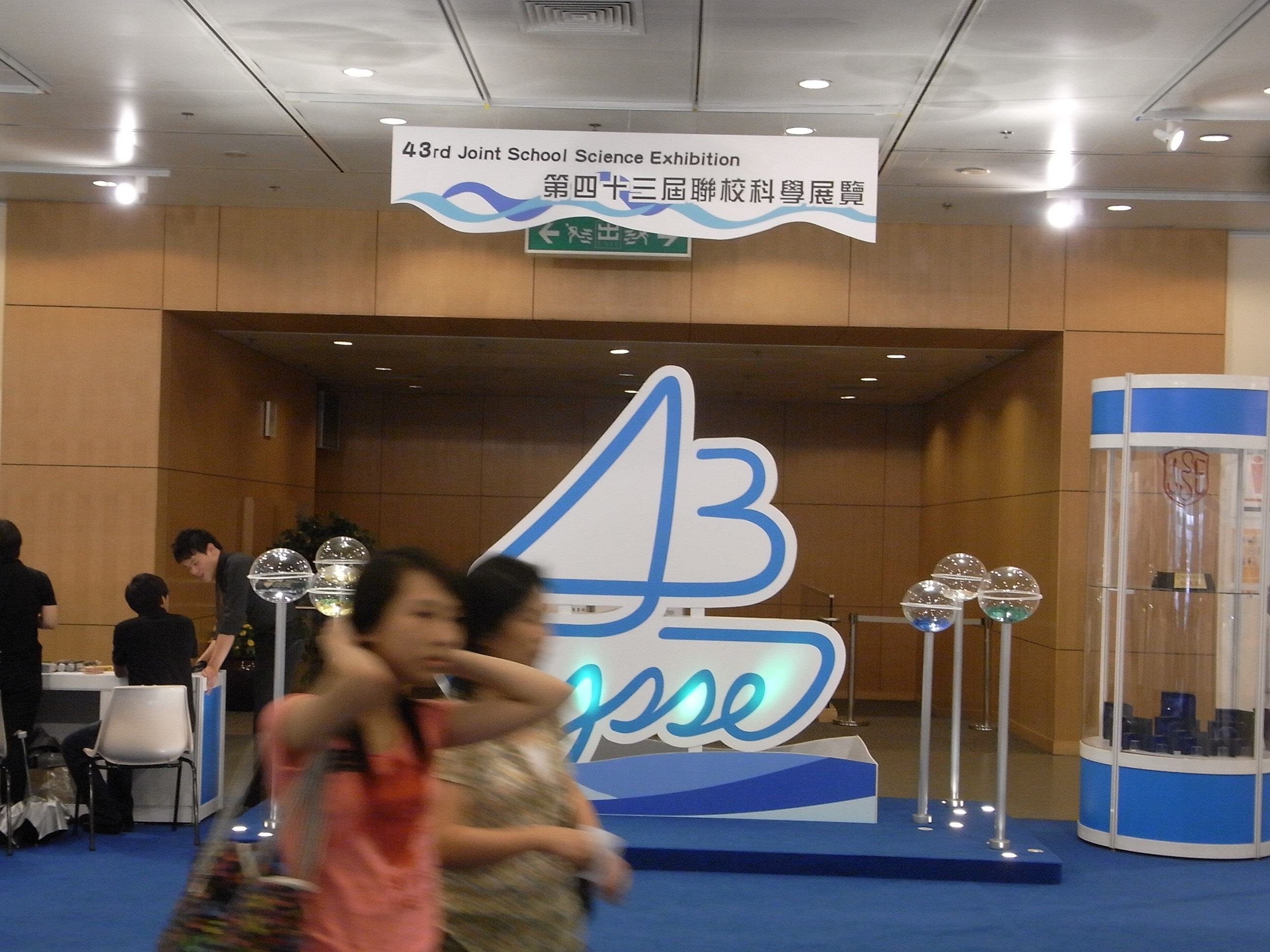
展場

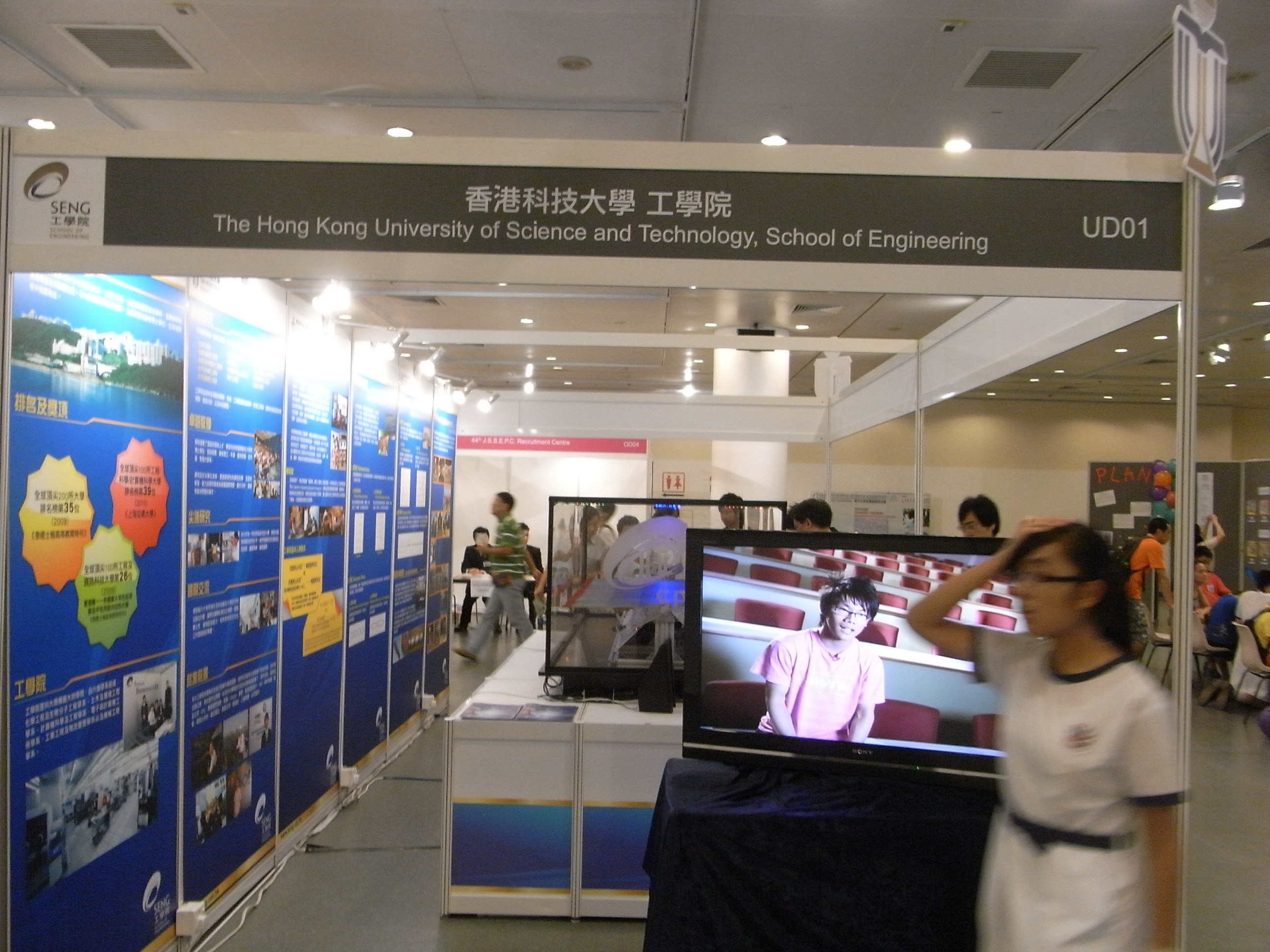
參展單位之一

聯校科學展覽（Joint School Science Exhibition），簡稱聯校科展，由聯校科學展覽籌備委員會（Joint School Science Exhibition Preparation Committee）主辦，是香港一個一年一度的科學展覽會。
聯校科學展覽由香港大學化學系彭勵德教授於1968年創辦，當年有10間中學參與聯辦。聯校科學展覽籌備委員會於1978年註冊成為香港法團，當年是「第10屆聯校科學展覽」，由麥理浩爵士主持開幕儀式，參展學校或單位有20幾個。於「第23屆聯校科學展覽」，開始邀請外地單位參展，提倡文化交流和學術合作。
聯校科學展覽獲得科學館、專上院校、贊助商和政府等各方支持。會員單位約有80多個。